# Bürstadt
Bürstadt (pronunciación en alemán: /ˈbyːɐ̯ˌʃtat/ⓘ) es una ciudad en el sur de estado federado Hesse en el Distrito de Bergstraße.

## Geografía

### Situación geográfica
Bürstadt es situada en el Oberrheinischen Tiefebene entre el Rin y el Odenwald.

### Comunidades vecinas
En el norte, Bürstadt linda con el municipio Biblis, en el nordeste con el municipio  Einhausen, en el este con la ciudad Lorsch, en el sur y el oeste con la ciudad  Lampertheim.

### Barrios
Bürstadt se subdivide en tres barrios: Bobstadt, Bürstadt y Riedrode.
Los dos barrios Bobstadt y Riedrode distan cerca 1 kilómetro de Bürstadt. Además existe el Boxheimerhof.

### Desarrollo del número de habitantes
- 1806: 1.357
- 1867: 2.765
- 1925: 7.144
- 1988: 15.214
- 2004: 15.308
- 2005: 15.427
- 2006: 15.973
- 2007: 16.095
- 2008: 16.206

## Política

### Hermanamiento de ciudades
Existe desde 1974 una hermanamiento con Krieglach (Austria) y desde 1982 con Wittelsheim (Francia). 1984 se estableció un contrato de amistad con Minano (Japón) y 1991 con Glauchau.